# Thunder (Screenreader)
Thunder ist ein Screenreader mit Braille-Unterstützung, der vom ursprünglichen Entwickler Claro Software Ltd mittlerweile nicht mehr weiterentwickelt oder unterstützt wird.
Auf einer Projektseite der gemeinnützigen Communication for Blind and Disabled People Ltd wird die Software für Windowssysteme ab Windows 2000 jedoch in verschiedenen Sprachen neben den üblichen Installations-Archiven auch als portable „USB-Version“ sowie integriert in einem WebbIE-Browserpaket zum Download bereitgestellt. In diesen Varianten greift Thunder auf die in Windows integrierte Sprachausgabe zu.